# Кирило-Ганнівська сільська рада
Кирило-Ганнівська сільська рада — колишній орган місцевого самоврядування у Зінківському районі Полтавської області з центром у селі Кирило-Ганнівка.

## Населені пункти
Сільраді були підпорядковані населені пункти:
- c. Кирило-Ганнівка
- с. Макухи
- с. Миколаївка
- с. Романи
- с. Шевченки
- с. Яцине-Окарі